# تويوتا كامري اكس في 10
تويوتا كامري (XV10)، هي سيارة متوسطة الحجم صنعت من قبل تويوتا بين عامي 1991 و1996 في اليابان وأمريكا الشمالية، ومن 1993 إلى 1997 في أستراليا. مثلت XV10 الجيل الثالث من كامري في الأسواق العالمية خارج اليابان، التي كانت تتبع تاريخًا مختلفًا للأجيال. قسمت مجموعة كامري XV10 إلى طرازات متعددة بحسب نوع المحرك. كانت الطرازات ذات الأربع أسطوانات تحمل أكواد SXV10/SDV10، في حين أن VCV10 كان يشير إلى النسخ ذات الست أسطوانات، بينما MCV10 كان يشمل السيارات ذات الست أسطوانات اللاحقة في أمريكا الشمالية فقط.
عرفت نسخة XV10 من كامري في اليابان باسم تويوتا سبتير. استمر الجيل السابق من السيارات ذات الهيكل الضيق والصغيرة الحجم في استخدام اسم كامري في السوق الياباني. كانت كلا النسختين متوفرة لدى وكلاء تويوتا كورولا ستور.
في أستراليا، تم تسويق الجيل الثالث من كامري تحت ثلاثة أسماء. بالإضافة إلى كامري، تم بيع نسخة تحمل شعار هولدن أبولو [الإنجليزية] نتيجة اتفاقية بين تويوتا وهولدن في تلك الفترة. ومنذ عام 1995، بدأت تويوتا أيضًا في وضع اسم "فيينتا" على النسخ ذات الست أسطوانات من كامري في السوق الأسترالي.
بدأ تصدير السيارات الأسترالية إلى تايلاند في أغسطس 1993، فيما بدأ تصدير الطرازات الخاصة بالشرق الأوسط في فبراير 1996.